# Candida Moss
Candida R. Moss (Londra, 26 novembre 1978) è una docente, biblista, editorialista e storica britannica, specializzata in storia del cristianesimo in età antica.
Editorialista del The Daily Beast e insegna teologia all'Università di Birmingham nella cattedra che porta il nome del filantropo Edward Cadbury, istituita negli anni quaranta.
Alunna delle università di Oxford e Yale, si specializzò negli studi neotestamentari, origini del cristianesimo e studi sul martirio cristiano durante questo periodo, pubblicando monografie revisioniste riguardo ai primi tre secoli della storia ecclesiastica; in questi studi si sostiene che le persecuzioni anticristiane durante l'Impero Romano avvennero per molti meno anni rispetto a quanto affermano le tradizioni del Cristianesimo, con alterazioni del numero dei martiri e aggiunte di dettagli o invenzioni riguardo alle loro biografie, a fini apologetici da parte dei Padri della Chiesa.

## Biografia

### Formazione
Dopo aver conseguito il Bachelor of Arts in teologia al Worcester College nell'anno 2000, due anni più tardi completò il corso di studi biblici alla Yale Divinity School. Nel 2006, ottenne il Master of Arts dall'Università di Yale e un Master in Scienza delle religioni, al quale seguì un PhD nel medesimo ambito.

### Vita personale
Candida Moss è sposata dal 2018 con Justin Foa, presidente e CEO (amministratore delegato) di Foa & Son, compagnia assicurativa internazionale. Ha subito un trapianto di rene nel 2004 a causa di malattia renale cronica sviluppata in adolescenza, nel 1996, ed è attivista per la causa della disabilità, della donazione degli organi e dei diritti dei trapiantati immunocompromessi anche in relazione alle sindromi long covid.

## Attività accademica
Iniziò la carriera accademica all'Università di Notre Dame di South Bend, dove divenne ordinario nel 2012. Prestò la propria consulenza accademica per la serie televisiva La Bibbia, in onda su History Channel, e altri documentari. Inoltre, collaborò con il National Geographic Channel e come vaticanista della CBS News. Diversi documentari, tra cui molti sul Nuovo Testamento e sulla figura di Gesù con la partecipazione di Moss come consulente, sono stati poi trasmessi anche su Discovery Channel, e per il canale italiano Focus Tv.
Nel libro Ancient Christian Martyrdom , pubblicato nel 2012, propose la tesi secondo la quale il martirio dei cristiani si sarebbe sviluppato nel corso dei secoli secondo modalità diverse in funzione del contesto storico, distanziandosi in questo modo dalla visione prevalente fra gli studiosi che consideravano il martirio come un fenomeno comune in tutte le regioni dell'impero romano.
Nel libro The Myth of Persecution: How Early Christians Invented a Story of Martyrdom ("Il mito della persecuzione: come primi cristiani inventarono una storia di martirio") affermò che le biografie dei primi martiri cristiani erano state alterate, modificate e plasmate da generazioni di cristiani successive, ovvero che nemmeno una di esse fosse "del tutto accurata dal punto di vista storico". Molti martiri sarebbero figure inventate ricalcate su divinità pagane minori. Aggiunse che nei primi tre secoli di storia cristiana gli imperatori romani avrebbero a suo parere perseguitato i fedeli di Gesù per un arco temporale di dodici anni al massimo, negando la maggioranza delle persecuzioni cristiane in tale periodo. La prima vera e unica persecuzione religiosa, a livello non locale ma organizzata dalle autorità, sarebbe stata la persecuzione di Diocleziano e Galerio (detta dagli apologeti "Grande Persecuzione"), seppure ingigantita anch'essa secondo Moss. Queste tesi di revisionismo storiografico, inserite nel filone di studi iniziato da Edward Gibbon ispirandosi ad alcuni passi dell'apologeta Tertulliano, sono state molto criticate dagli ambienti cattolici.
Ad agosto del 2017, divenne membro del corpo docente del Dipartimento di Teologia e Religione dell'Università di Birmingham in qualità di Edward Cadbury Professor of Theology.

### Editorialista
La Moss è editorialista del The Daily Beast oltre ad aver scritto articoli pubblicati dalle seguenti testate: Los Angeles Times, Politico Magazine, New York Times, BBC.com, CNN.com, Washington Post, Huffington Post, The Chronicle of Higher Education e il Times Higher Education Supplement.

## Opere

### Tesi di dottorato
- 2008 - Gods, Lords and Kings: the characterization of the martyrs in the early Christian Acta Martyrum (PhD). Yale University. OCLC 272271965.

### Saggistica
- 2010 - The Other Christs: Imitating Jesus in Ancient Christian Ideologies of Martyrdom. Oxford & New York: Oxford University Press. ISBN 9780199739875.
- Con Schipper, Jeremy, eds. (2011). Disability Studies and Biblical Literature. New York: Palgrave Macmillan. ISBN 9780230338296.
- 2012 - Ancient Christian Martyrdom: Diverse Practices, Ideologies, and Traditions. Anchor Yale Bible Reference Library. New Haven, CT: Yale University Press. ISBN 9780300154658.
- 2013 - The Myth of Persecution: How Early Christians Invented a Story of Martyrdom. New York: HarperOne. ISBN 978-0-06-210452-6.[41]
- Con Baden, Joel (2015). Reconceiving Infertility: Biblical Perspectives on Procreation and Childlessness. Princeton, NJ: Princeton University Press. ISBN 978-0691164830.
- Con Baden, Joel (2017). Bible Nation: The United States of Hobby Lobby. Princeton, NJ: Princeton University Press. ISBN 9780691177359.
- Con Nicklas, Tobias; Verheyden, Joseph; Tuckett, Christopher M., eds. (2017). The Other Side: Apocryphal Perspectives on Ancient Christian "Orthodoxies". Göttingen: Vandenhoeck & Ruprecht. ISBN 9783525540589.
- Con Baden, Joel (2019). Divine Bodies: Resurrecting Perfection in the New Testament and Early Christianity. New Haven, Conn: Yale University Press. ISBN 9780300179767.

### Articoli scientifici principali
- "Reading Between the Lines: Looking for the Contributions of Enslaved Literate Laborers in a Second Century Text," Studies in Late Antiquity 5 (2021): 432-52
- "Infant Exposure and the Rhetoric of Cannibalism, Incest, and Martyrdom in the Early Church," Journal of Early Christian Studies 29:3 (2021): 341-396.
- "Fashioning Mark: Early Christian Discussions about the Scribe and Status of the Second Gospel,” New Testament Studies 67:2 (2021): 181-204.
- Co-authored with Liane M. Feldman. "The New Jerusalem: Wealth, Ancient Building Projects, and Revelation 21-22,” New Testament Studies 66:3 (2020): 351-66.
- “Dying to Live Forever: Identity and Virtue in the Resurrection of the Bodies of the Martyrs,” Irish Theological Quarterly 84:2 (2019): 155-174.
- "A Note on the Death of Judas in Papias,” New Testament Studies 65:3 (2019): 388-97.
- "The Marks of the Nails: Scars, Wounds, and the Resurrection of Jesus in John,” Early Christianity 8:1 (2017): 48-68
- "Nailing Down and Tying Up: Lessons in Intertextual Impossibility from the Martyrdom of Polycarp,” Vigiliae Christianae 67:2 (2013): 117-136.
- “Christly Possession and Weakened Bodies: A Reconsideration of the Function of Paul's Thorn in the Flesh (2 Cor. 12:7-10),” Journal of Religion Disability and Health 16:4 (2012): 319-333.
- “The Discourse of Voluntary Martyrdom: Ancient and Modern,” Church History 81:3 (2012): 531-551.
- Co-Authopred with Jeffrey Stackert “The Devastation of Darkness: Disability in Exodus 10:21-23, 27, and the Intensification of the Plagues,” Journal of Religion 92:3 (2012): 362-372.
- Co-authored with Joel S. Baden. “1 Thess 4:13-18 in Rabbinic Perspective,” New Testament Studies 58 (2012): 1-16.
- “Blurred Vision and Ethical Confusion: The Rhetorical Function of Matt 6:22-23,” Catholic Biblical Quarterly 73:4 (2011): 757-76.
- Co-authored with Joel S. Baden. “The Origin and Interpretation of sara ‘at in Leviticus 13-14,” Journal of Biblical Literature 130:4 (2011): 643-661.
- “Heavenly Healing: Eschatological Cleansing and the Resurrection of the Dead in the Early Church,” Journal of the American Academy of Religion 79:3 (2011) 1-27.
- “The Man with the Flow of Power: Porous Bodies in Mark 5:25-34,” Journal of Biblical Literature 129:3 (2010): 507-519.
- “On the Dating of Polycarp: Rethinking the Place of the Martyrdom of Polycarp in the History of Christianity,” Early Christianity 1:4 (2010): 539-574.
- “The Transfiguration: An Exercise in Markan Accommodation,” Biblical Interpretation 12:4(2004): 69-89.

## Riconoscimenti
- La Moss ricevette il premio Charlotte W. Newcombe dalla Woodrow Wilson National Fellowship Foundation  il John Templeton Award for Theological Promise dalla John Templeton Foundation e un NEH Summer Seminar Grant da parte del National Endowment for the Humanities.
- Nel 2015 fu selezionata per il premio intitolato a Kim Hiett Jordan del Dallas Institute, e per il premio della Religion Newswriters Association.[senza fonte]
- Nel 2013 venne eletta membro della Studiorum Novi Testamenti Societas. Tre anni più tardi, il libro  Reconceiving Infertility fu selezionato per l'American Academy of Religion Book Prize for Textual Studies.